# Patrick Sammon
Patrick Sammon (6 de agosto de 2003) es un deportista estadounidense que compite en natación, especialista en el estilo libre.
Ganó dos medallas en el Campeonato Mundial de Natación de 2025, oro en 4 × 100 m libre mixto y bronce en 4 × 100 m libre.
En agosto de 2025 estableció una nueva plusmarca mundial del relevo 4 × 100 m libre mixto (3:18,48).
Estudió Desarrollo Inmobiliario en la Universidad Estatal de Arizona.

## Palmarés internacional
| Campeonato Mundial | Campeonato Mundial  | Campeonato Mundial | Campeonato Mundial    |
| Año                | Lugar               | Medalla            | Prueba                |
| ------------------ | ------------------- | ------------------ | --------------------- |
| 2025               | Singapur (Singapur) | Medalla de oro     | 4 × 100 m libre mixto |
| 2025               | Singapur (Singapur) | Medalla de bronce  | 4 × 100 m libre       |